# Prästtjärnen (Arnäs socken, Ångermanland)
Prästtjärnen är en sjö i Örnsköldsviks kommun i Ångermanland och ingår i Idbyån-Moälvens kustområde.